# Gunvor Björhäll
Gunvor Björhäll (ur. 20 kwietnia 1922, zm. ?), szwedzka curlerka, mistrzyni Europy z 1978.
Björhäll była zawodniczką Norrköpings Curlingklubb, grała jako otwierająca w zespole Ingi Arfwidsson. Drużyna ta w sezonie 1977/1978 zwyciężyła w Mistrzostwach Szwecji, co pozwoliło na wyjazd na Mistrzostwa Europy w 1978. Szwedki były najlepsze w Round Robin, wygrały wszystkie ze swoich 8 meczów. W rezultacie bezpośredni awans do finału zagwarantował im co najmniej srebrny medal. W meczu o tytuł mistrzyń kontynentu ekipa z Norrköping wysoko pokonała Szwajcarki (Heidi Neuenschwander) 11:2.

## Drużyna
|           | Czwarta         | Trzecia           | Druga             | Otwierająca     |
| --------- | --------------- | ----------------- | ----------------- | --------------- |
| 1977/1979 | Inga Arfwidsson | Barbro Arfwidsson | Ingrid Appelquist | Gunvor Björhäll |